# Gare de Thiers
La gare de Thiers est une gare ferroviaire française de la ligne de Clermont-Ferrand à Saint-Just-sur-Loire, située sur le territoire de la commune de Thiers, dans le département du Puy-de-Dôme, en région Auvergne-Rhône-Alpes.
C'est une gare de la Société nationale des chemins de fer français (SNCF), desservie par les trains TER Auvergne-Rhône-Alpes.

## Situation ferroviaire
Établie à 439 m d'altitude, la gare de Thiers est située au point kilométrique (PK) 45,862 de la ligne de Clermont-Ferrand à Saint-Just-sur-Loire, entre les gares ouvertes de Pont-de-Dore (s'intercale la gare fermée de Courty) et de Noirétable (s'intercale les gares fermées de : La Monnerie-Saint-Rémy, Celles-sur-Durolle et Chabreloche).

## Histoire
La gare ouvrit ses portes le 15 mai 1872 par la compagnie des chemins de fer de Paris à Lyon et à la Méditerranée. Par le même biais, la gare de Courty, dans le bas de la ville vers ILOA Les Rives de Thiers sera mise en service le même jour.
Jusqu'en 2016, les trains pouvaient aller jusqu'à Saint-Étienne via Noirétable, Boën, Montbrison et Andrézieux. La liaison est suspendue depuis 2016 par SNCF Réseau, mais un collectif de défense a été mis en place le 25 septembre 2020 à la suite des menaces par SNCF Réseau de déclassement de la ligne qui entraînerait sa fermeture. Sa remise en état coûterait 40 millions d'euros.

## Service des voyageurs

### Accueil
Gare SNCF, elle est équipée d'automates pour l'achat de titres de transport TER. Le point de vente partenaire se trouve à la maison de la Mobilité, rue des Docteurs-Dumas.
La gare dispose également des services habituels (salle d'attente, toilettes, etc).
Un agent de circulation est présent chaque jour pour la circulation des trains (départs et arrivées).

### Desserte
Thiers est une gare régionale du réseau TER Auvergne-Rhône-Alpes. Elle est desservie par les relations : de Clermont-Ferrand à Thiers et de Pont-de-Dore à Thiers (partie d'une relation assurée par autocar). En 2023, la desserte effectue huit allers-retours en train entre Thiers et Clermont-Ferrand du lundi au vendredi avec des arrêts prévus à Pont-de-Dore, Lezoux, Vertaizon, Pont-du-Château, Aulnat-Aéroport et Clermont-Ferrand.
Il a existé, dans les années 2010, des liaisons entre Thiers et Durtol - Nohanent ou Volvic.[réf. nécessaire]

### Intermodalité
Un parc à vélos et un parking sont aménagés à ses abords.
Elle dispose d'un arrêt desservi par des bus du réseau des Transports urbains thiernois (ligne 1) ainsi que par les lignes Cars Région P03 et X18.